# Auguste Poulet-Malassis
Auguste Poulet-Malassis (Alençon, 16 de marzo de 1825 -  París, 11 de febrero de 1878) fue un librero e impresor francés conocido por editar en 1857 Las flores del mal, la obra maestra de Charles Baudelaire.

## Biografía
Descendiente de una larga estirpe de impresores, Auguste Poulet-Malassis estudió en el colegio jesuita de Alençon. Pronto comenzó su carrera de impresor como aprendiz en la empresa familiar Impressions alençonnaises, fundada dos siglos antes y que imprimía el Journal de l'Orne en Alençon. Pronto dio prueba de sus predilecciones literarias publicando un librito sobre Bonaventure des Périers y reimprimiendo la Épitre à Marguerite d'Angoulême pour les Rossignols du Père d'Alençon. Exuberante, entusiasmado y apasionado, sin soñar más que con vastos proyectos, sus amigos dirigieron su actividad hacia la Orne archéologique, una importante publicación emprendida por el erudito Léon de la Sicotière, con el que había trabado amistad en el liceo de Alençon.
En 1848 marchó a París para estudiar en la École des Chartes y llegó a la capital justo cuando estalló la revolución de 1848. Republicano durante la Monarquía de Julio, se hizo socialista durante la Segunda República y participó en la revolución publicando, con sus amigos Alfred Delvau y Antonio Watripon, su propio periódico, L'Aimable Faubourien, subtitulado journal de la canaille; vendu par la crapule et acheté par les honnêtes gens, cuya circulación fue prohibida tras la aparición del número cinco y que le costaría siete meses de prisión. En efecto, tras la revuelta del 22 al 26 de junio de 1848 de los obreros parisinos, su periódico fue suprimido y sus propietarios arrestados. Detenido y a punto de ser fusilado de no ser por la intervención del pintor Eugène Oudinot, que lo salvó in extremis, fue encarcelado en Fort Ivry. Apenas siete meses después y por la intervención de su adjunto Druet-Desvaux, se logró su liberación el 23 de diciembre de 1848.
De regreso a Alençon, volvió a la imprenta, publicando en el diario Journal de l'Orne sueltos de cariz literario de autores como Louis Lacour y Charles Asselineau. El 9 de enero de 1853 publicó el primer opúsculo de Baudelaire como traductor, titulado Filosofía del mobiliario (Philosophie de l'ameublement), obra de Edgar Allan Poe, que incluía estrofas dedicadas a Théodore de Banville e iban firmadas por Albert Glatigny, a quien conoció por casualidad. En 1855, asumió con su cuñado Eugène de Broise la dirección de la imprenta familiar de la place d'Armes y la reorganizó. Revitalizó el género de las bellas ediciones, resucitando frontispicios, florones, letras ornamentadas, cordales e impresión en dos colores. Cada una de sus ediciones era objeto de un detallado estudio, siempre dirigido para hacer una obra armoniosa. En 1857, marchó a París y abrió una librería en el número 4 de la rue de Buci, cuyo principal objetivo era reclutar manuscritos interesantes que luego haría publicar en su imprenta de Alençon. Sus primeros ensayos, las Odas funambulescas de Théodore de Banville y Le Comte de Raousset-Boulbon, sa vie et ses aventures, de Henry de La Madelène, publicados el mismo año, fueron recibidos con aclamación por los eruditos franceses. Ese mismo año publicó Lettres d'un mineur (Cartas de un minero), del aventurero Antoine Fauchery.
El 30 de diciembre de 1856 la editorial de Malassis-de Broise firmó el contrato de publicación con Baudelaire, quien, desde la publicación de su traducción de Poe en el Journal d'Alençon mantenía correspondencia con el editor, al que apodaba "Coco Mal-Perché"; Las flores del mal salieron de la imprenta de Alençon y aparecieron en las librerías seis meses después, en junio de 1857. Todos los volúmenes, con una ejecución tipográfica impecable, fueron inmediatamente confiscados. Puestos ante el tribunal, bajo la acusación de desacato a la moral religiosa, a la moral pública y a las buenas costumbres, los editores y el escritor fueron condenados por desacato a la moral pública y a las buenas costumbres por la Sala 6ª del Tribunal Correccional del Sena. Seis poemas tendrán que ser eliminados de la obra ; Los editores deberán pagar una multa de 100 francos cada uno y serán solidariamente responsables de los gastos. Este enorme escándalo constituirá, por otra parte, una excelente publicidad.
Al año siguiente, la publicación por Louis Lacour de las memorias del duque de Lauzun  provocó una nueva incautación. En 1859, todos los autores independientes, toda la literatura de vanguardia, fueron incluidos en su catálogo. : Las flores del mal, Los poemas completos de Théodore de Banville, Esmaltes y camafeos de Théophile Gautier, Los olvidados y desdeñados, El catalejo literario, Los caballetes de Charles Monselet, obras de Champfleury, Asselineau, Aurélien Scholl . El 24 de mayo de 1861, Baudelaire le concedió el derecho exclusivo de reproducir sus obras literarias, publicadas o por publicar, así como sus traducciones de Edgar Allan Poe, contrato renovado el 1 de julio de 1862.
La librería, que había dejado la calle de Buci por el número 97 de la calle Richelieu, tenía una especie de friso sobre las ventanas que representaba en medallones los rostros de los autores favoritos de la casa. : Victor Hugo, Leconte de Lisle, Théophile Gautier, Champfleury, Hippolyte Babou, Félix Bracquemond, Théodore de Banville, Baudelaire. Sobre el mostrador de la librería estaba el famoso lema de la casa. : « Concordia fructus » . Había una oficina de ingenio y Poulet-Malassis, mientras preparaba sus hermosas reimpresiones, como Les Œuvres de Régnier, como su Le Sage, no desdeñó escribir algunas fantasías o algunos chistes literarios, ya fuera bajo su propio nombre o bajo el seudónimo de " Pablo Rouillon ", que era el nombre de su madre o bajo el seudónimo de " Nube de insignias ". Colaboró también con la Revue anecdotique y con el Boulevard d' Étienne Carjat . Por la noche, continuaba sus inagotables charlas en la Brasserie des Martyrs.
Atraído por los autores marginales y los textos licenciosos, se interesó por escritores de fuste, aunque a veces no eran del gusto del gran público, como Nerciat o Crébillon hijo. Poco tiempo después, los editores encontraron fortuna siguiendo su modelo de negocio y sus escritores preferidos alcanzaron gran notoriedad. En cuanto a su empresa, sufrió la suerte de aquellos precursores que llegaron demasiado pronto y cuyo éxito no se logró con la suficiente rapidez, lo que la llevó a la quiebra, declarada el 2 de septiembre de 1862 . Sus fondos fueron liquidados en condiciones desastrosas y los libros se vendieron a bajo precio 
Condenado a prisión por deudas, fue encarcelado en la prisión de Clichy el 12 de noviembre de 1862 . Trasladado a la prisión de Madelonnettes, fue liberado al cabo de cinco meses, el 22 de abril de 1863, y se refugió en septiembre en Bruselas, entonces tierra de libros galantes y libres, donde reencontró a su amigo Delvau, y continuó imprimiendo clandestinamente textos prohibidos, en conjunto con René Pincebourde, su antiguo escribano. Con otro impresor independiente en el exilio como él, Jules Gay, que asumió los riesgos financieros y jurídicos de esta publicación, tuvo la idea, en 1864, de publicar Le Parnasse satyrique du XIX siècle, con un frontispicio de Félicien Rops, que tuvo un gran éxito.
Asociado con Alphonse Lécrivain, publicó siempre obras de perfecta ejecución tipográfica, reimprimió Las obras satíricas de su compatriota de Alençon, Pierre-Corneille Blessebois, precedidas de una nota suya, fechada en 1866. Durante esta larga estancia en Bélgica, permaneció en contacto constante con Glatigny y Baudelaire, intercambiando con ellos una voluminosa correspondencia.
En Bruselas, fundó un Boletín trimestral de publicaciones prohibidas en Francia, que se esforzaba en enviar a todos los adversarios del Imperio. En esto era al mismo tiempo competidor y cercano a Vital Puissant . Hubiera podido aprovechar la amnistía del 16 de agosto de 1869 para regresar a Francia, pero no regresó a París hasta la caída del Imperio . Se refugió de nuevo en Alençon, donde encontró la antigua imprenta de la place d'Armes, todavía dirigida por su cuñado.
De regreso a París en 1875, reimprimió numerosas publicaciones serias. En colaboración con Olivier Barbier editó el Diccionario de obras anónimas y seudónimas . También le debemos una serie de notas introductorias, obras de erudición divertidas y anecdóticas.
En su último año sacó a la luz la correspondencia inédita de Madame de Pompadour (1741-1764). Apenas unos días después de haber completado esta tarea, falleció en su domicilio, situado en el número 59 de la rue de Grenelle-Saint-Germain . Habiendo estado enfermo por mucho tiempo, mostrando síntomas de hematidrosis, en sus últimos días no era más que una sombra de sí mismo.  Descansa en el cementerio de Ivry. Dejó una biblioteca extremadamente rica en rarezas. Su empresa, rebautizada como Imprimerie Alençonnaise, se declaró en quiebra en 2004.

## Homenaje de Baudelaire

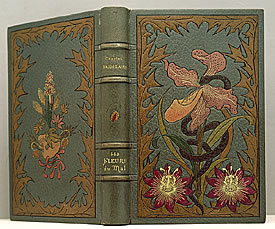
1ª edición de Las flores del mal de Charles Baudelaire. París, Poulet-Malassis y de Broise, 1857, encuadernado aquí por Charles Meunier hacia 1900.

De los diversos poemas (Flores del mal) de Baudelaire :

         XVIII

Monsieur Auguste Malassis

Rue de Mercélis

Numéro trente-cinq bis

Dans le faubourg d’Ixelles,

Bruxelles.

(Recommandée à l’Arioste

De la poste,

C’est-à-dire à quelque facteur

Versificateur)

## Sentencias
Un curieux et un bibliophile qui avait été […] un des éditeurs les plus intelligents de Paris.
Charles Bigot Journal officiel de la République française

## Reconocimientos
Su ciudad natal tiene una plaza que lleva su nombre.

## Obras
- Auguste Poulet-Malassis (2013). Lettres à Charles Asselineau (24 cm). Bibliothèque des correspondances, mémoires et journaux (en francés) (73). París: Honoré Champion. p. 525. ISBN 978-2-74532-477-1. OCLC 833176695..

Ediciones científicas
- Le Nouveau Parnasse satyrique du dix-neuvième siècle (in-16) (en francés). Eleuthéropolis [Bruselas]: Aux devantures des libraires, ailleurs, dans leurs arrière boutiques. 1866. pp. ii-273 p. OCLC 993703129..
- Correspondance de Mme de Pompadour avec son père, M. Poisson et son frère, M. de Vandières (in-8º) (en francés). París: J. Baur. 1878. pp. xxxii-261 p. OCLC 7036408..